# Foire internationale d’art contemporain

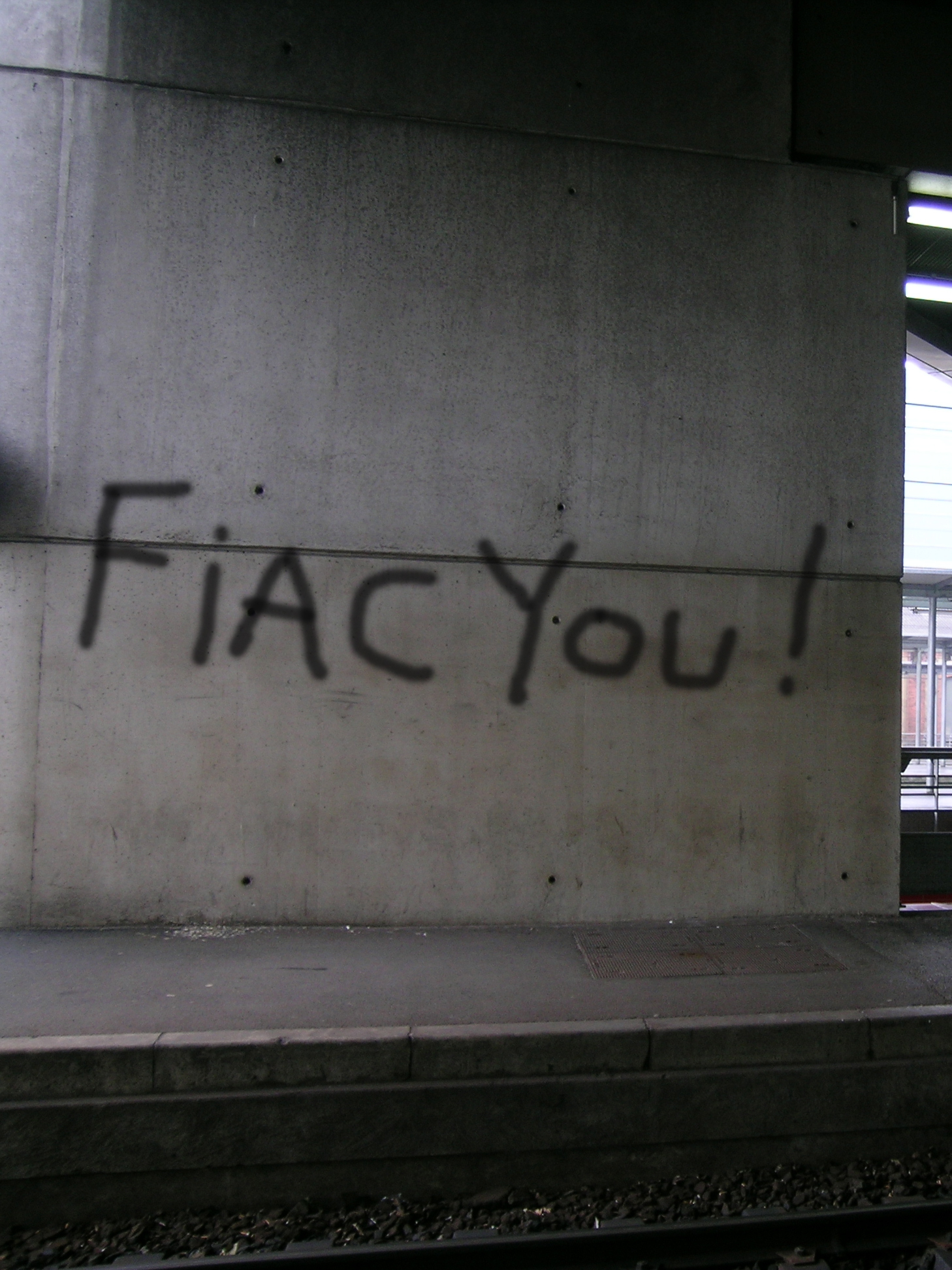
Graffiti anlässlich der FIAC 2006

Die Foire internationale d’art contemporain (FIAC; deutsch: „Internationale Messe zeitgenössischer Kunst“) war von 1974 bis 2021 die wichtigste französische Kunstmesse. Sie fand jährlich während einer Woche im Herbst in Paris statt. Die FIAC war eine private Veranstaltung, wurde also nicht vom französischen Kulturministerium abgehalten.
Konzipiert nach dem Model der Basler Kunstmesse fand die erste FIAC 1974 unter dem Namen Salon international d'art contemporain im ehemaligen Gare de la Bastille (Bahnhof der Bastille) in Paris statt. Später wurde sie in Foire internationale d'art contemporain umbenannt und nacheinander im Grand Palais und viele Jahre lang an der Porte de Versailles abgehalten, ehe sie im Oktober 2006 wieder in den Grand Palais als Veranstaltungsort zurückfand.

## Organisation
Die Organisation-Idées-Promotion (OIP) ist eine seit 1974 bestehende Organisation, die sich auf die Planung und Gestaltung verschiedener Messen (z. B. Buchmessen) und insbesondere der FIAC spezialisiert hatte. Sie nahm die Standgebühren und Eintrittsgelder der FIAC ein und sorgte im Gegenzug für die Bereitstellung von schlüsselfertigen Messeständen, kümmert sich um bestimmte Arbeiten im Grand Palais und führte eine Gebühr, die nach der Höhe der Besucherzahl zu entrichten war, an den französischen Staat ab. Bevor die OIP 2003/2004 von Reed Expositions übernommen wurde, war Jean-Pierre Jouet der Kommissar der OIP und Henri Jobbé-Duval ihr künstlerischer Leiter.
Das Comité d’organisation de la FIAC (COFIAC; deutsch: „Organisationskomitee der FIAC“) wählte die teilnehmenden Galerien aus und legt die Richtlinien fest. Es setzte sich aus Daniel Gervis (Gründer), Daniel Lelong (Präsident), Denise René (Vizepräsident), Jean-Robert Arnaud (Sekretär), Pierre Nahon (Kassier) und einigen weiteren Mitgliedern zusammen, ehe es im Zuge der Übernahme durch Reed Exposition durch ein neues Führungskomitee abgelöst wurde.
Reed Expositions, ein Unternehmen, das jährlich mehr als 560 Messen in 59 verschiedenen Ländern veranstaltet, trat nach dem Aufkauf der OIP die schwierige Nachfolge an, als sich Jean-Daniel Compain, Direktor der französischen Filiale des Unternehmens Reed Exhibitions, im Jahr 2004 für die Reorganisation der FIAC einsetzte: Er löste das alte Führungskomitee der COFIAC ab und ernannte eine neue künstlerische Leiterin: die ehemalige Pariser Galeristen Jennifer Flay, eine in der Kunstszene respektierte Neuseeländerin. Ihr gelang in der Folge eine pointierte Auswahl von französischen und internationalen Galerien und es konnten durch ihren Namen neue Galerien aus dem Ausland angelockt werden, wie z. B. Feign & Co aus New York.

## Geschichte

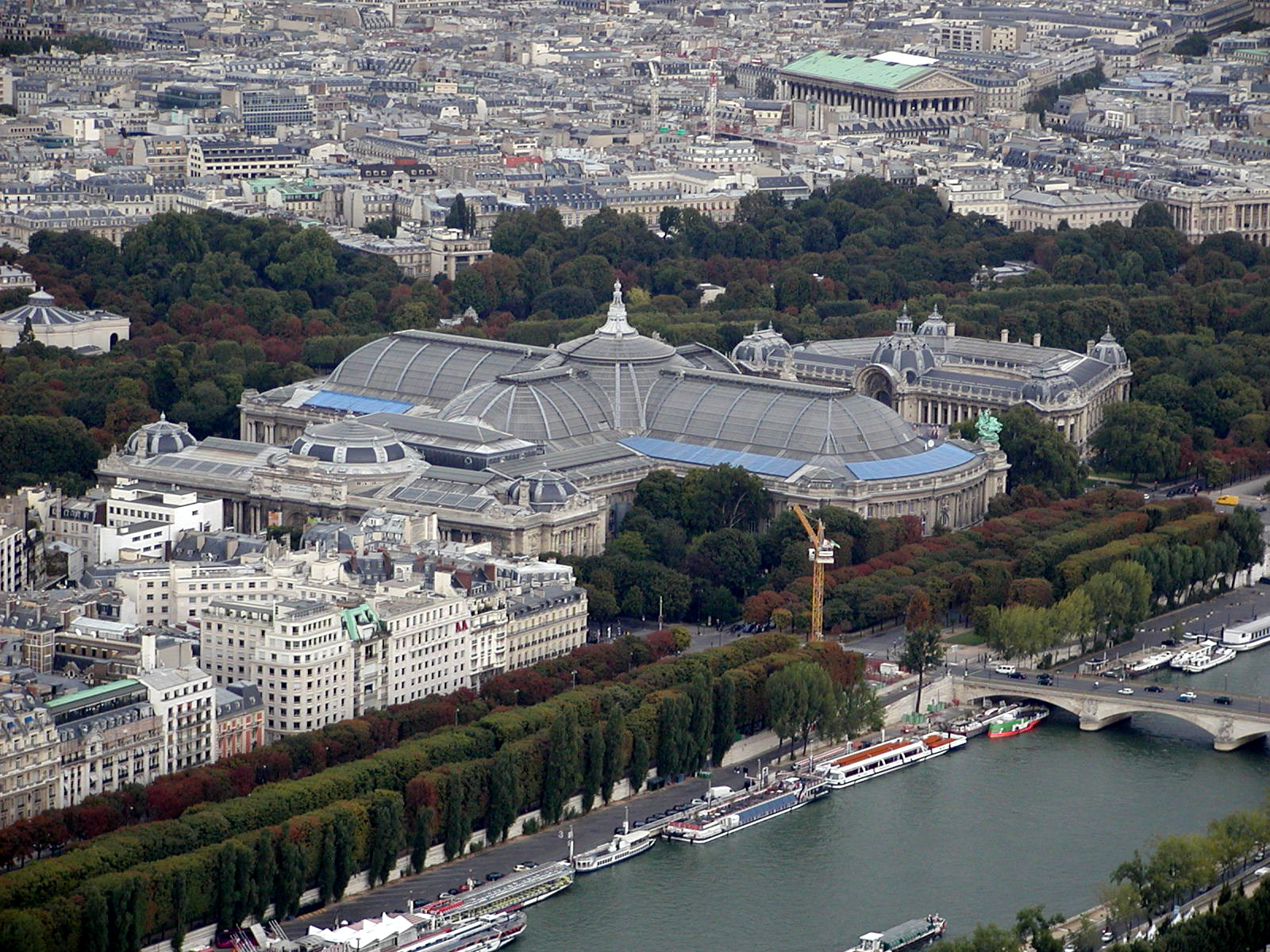
Blick auf den Grand Palais und den Petit Palais vom Eiffelturm aus

Im Jahr 1973 unterstützte die durch Madame Deliot und Jean-Pierre Jouet gerade neu gegründete OIP Daniel Talamonis Vorhaben, eine große Kunstmesse in Frankreich abzuhalten. Nachdem Talamoni seit Oktober 1973 von Henri Jobbé-Duval assistiert wurde, konnte er auch noch Daniel Gervis für eine erste Kunstmesse gewinnen. Im Januar 1974 fand dann die erste Messe im ehemaligen Gare de la Bastille (Bahnhof der Bastille) statt. Auf dem Premier salon international d'art contemporain (Erste internationale Messe zeitgenössischer Kunst) stellten 24 Galerien (z. B. Yvon Lambert, Iris Clert) aus.
Die zweite Kunstmesse im Januar 1975, wiederum im Gare de la Bastille, jetzt aber unter dem Namen Foire internationale d'art contemporain (FIAC), hatte eine ganz andere Dimension. Nach deren positivem Anklang sollte die FIAC 1976 im Grand Palais abgehalten werden, wo sie schließlich auch bis 1994 blieb. Des Weiteren wurde im Zuge der Umstrukturierung das COFIAC geschaffen, zu dessen Präsident Gervis im Juni 1975 gewählt wurde. Für die FIAC 1976 konnten Jouet und Gervis 15 Galerien aus den Vereinigten Staaten gewinnen und so das Image der Kunstmesse aufbessern, die von nun an jährlich im Oktober im Grand Palais in Paris stattfindet.
Im Jahr 2002 waren auf der FIAC 900 Künstler aus 48 Nationen durch ihre 169 Galerien vertreten, die in fünf Bereiche aufgeteilt waren: One man show, Group show, Perspectives (zukunftsorientierter Bereich, der jungen Künstlern und Galeristen die Möglichkeit bot, entdeckt zu werden, und dessen Ziel die Integration zeitgenössischer Strömungen war), Édition und Vidéo cube (bestimmt für die relativ junge Videokunst).
2003/2004 wurde OIP von Reed Expositions übernommen, wodurch ein weit reichender  Neugestaltungs- und Umstrukturierungsprozess eingeleitet wurde: Einerseits wurde die Leitung von Kommissar Martin Bethenod und der renommierte ehemalige Pariser Galeristin Jennifer Flay als neuer künstlerischer Leiterin der FIAC übernommen. Andererseits wurde anstelle des COFIAC ein neues Führungskomitee einsetzt, bestehend aus zwei Sektionen: einerseits neun Galeristen, die ein Stimmrecht besitzen, andererseits fünf Mitglieder aus Institutionen, Unternehmen und Medien, die den konsultativen Part darstellen. Ziel des Gremiums ist vor allem, einen Ausgleich zwischen moderner und zeitgenössischer europäischer Kunst herzustellen. So wurde noch im Jahr 2004 eine extra Halle für sehr junge Kreationen eröffnet und der Bereich Futur Quake als Ausstellungsmöglichkeit für Galerien, die noch jünger als drei Jahre sind, eingerichtet. Darüber hinaus wurde durch die Integration des Bereiches Design versucht, die Grenzen zwischen den verschiedenen Disziplinen der Kunst aufzuheben.
Für die FIAC 2005 konnten durch eine breit angelegte PR-Offensive zahlreiche Galerien wieder gewonnen werden: Vom 6. bis 10. Oktober 2005 nahmen 227 Aussteller daran teil, davon 113 aus dem Ausland. Es wurden mehr als 83 000 Besucher verzeichnet. Im Oktober 2006 kehrte die wichtigste französische Kunstmesse nach mehreren Jahren im Messepark an der Porte de Versailles vor den Toren von Paris wieder ins Zentrum der französischen Metropole zurück, wo sie seither im renovierten Grand Palais an den Champs-Élysées abgehalten wird. Zudem fand im Jahr 2006 die Eröffnung von weiteren Ausstellungen im Cour Carrée, einem Innenhof des Louvre, statt, in dem vor allem Galerien junger Künstler zu finden waren. Im Vergleich zur FIAC 2005 wurde die Zahl der eingeladenen Galerien 2006 unter anderem aus Aspekten der Qualitätssicherung um ein Viertel auf 169 Galerien reduziert. Von den 92 ausländischen Galerien kamen zehn aus Deutschland.
Nach internationaler Ausschreibung gewann die Art Basel den Zuschlag, ab Oktober 2022 statt der FIAC die jährliche Pariser Messe für moderne Kunst im Grand Palais Éphémère (bzw. nach der Renovierung im Grand Palais) auszurichten.